# Moses Springer

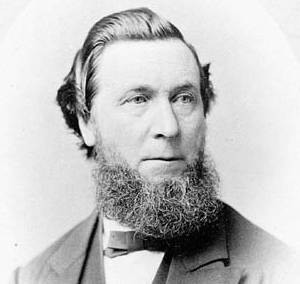
Moses Springer.

Moses Springer (21 de agosto de 1824 - 5 de septiembre de 1898) fue un empresario de Ontario así como figura pública. Representó al distrito electoral del Norte de Waterloo en la Asamblea Legislativa de Ontario como miembro "Liberal" de 1867 a 1881. Fue también el primer alcalde de Waterloo, Ontario.
Nació en Doon, en el Alto Canadá en 1824 y quedó huérfano debido a una epidemia de cólera. Fue adoptado y criado por el obispo menonita Joseph B. Hagey. Trabajó en una granja, acudió a la escuela y sirvió como supervisor del campo. En 1854 se trasladó a Waterloo donde se convirtió en el propietario del diario de habla alemán "Der Canadische Bauernfreund". Abrió una tienda en 1856. Fue presidente de la compañía aseguradora "Waterloo Mutual Fire Insurance Company" y ayudó a fundar otra aseguradora llamada "Ontario Mutual Life Assurance Company", después llamada "Clarica Life Assurance"en 1868. Fue elegido como el primer alcalde municipal del poblado de Waterloo y ocupó el puesto por un total de 12 años, fungió 11 años como Consejero del Condado y fue elegido como el primer alcalde de Waterloo cuando éste fue incorporado propiamente como pueblo en 1876. en 1881 Springer se convirtió en sheriff de Waterloo y se mantuvo en este puesto hasta su muerte en 1898.